# Gloskärs stråket
Gloskärs stråket är ett sund i Finland. Det ligger i Houtskär i landskapet Egentliga Finland, i den sydvästra delen av landet, 200 km väster om huvudstaden Helsingfors.
Gloskärs stråket ligger mellan Ramsö i väster och Gloskär i öster. Sundet förbinder Äpplö fjärden i norr med Svinö fjärden i söder. Gloskärs stråket är en del av den långa nord-sydliga förkastningen Stråket.